# Зіндіки
Зіндіки (множ. занадіка, араб. زنديق, від перського «зандік» перс. زنديک) — вольнодум) — термін, що означав у середньовічній ісламські богословській літературі послідовників немонотеїстичних релігій, головним чином, маніхеїв і зороастрійців. Також застосовувався до крайніх шиїтів, мутазилітів і деяких послідовників суфізму, вільнодумців і скептиків (Абу-ль-Аля аль-Мааррі).
Зіндіків переслідували в халіфаті, зандаку (невіру в єдиного Бога) прирівнювали до образи Аллаха і карали стратою. Так, за звинуваченням у зандаці страчено поета Башшара ібн Бурда.